# Juan Carlos Velasco Arroyo
Juan Carlos Velasco Arroyo (Cáceres, 1963) é um filósofo espanhol, especializado em filosofia política, ética e filosofia do direito. É pesquisador do Instituto de Filosofía do Conselho Superior de Investigações Científicas.

## Biografia
É doutor em filosofia pela Universidade Autónoma de Madrid com uma tese intitulada "Entre derecho y moral. Una reconstrucción del tratamiento habermasiano de la racionalidad práctica", orientada por Javier Muguerza (1993). É diplomado especialista em direitos humanos pelo Instituto de Direitos Humanos da Universidade Complutense de Madrid (1988). É também diplomado em direito constitucional e ciência política pelo Centro de Estudios Políticos y Constitucionales (1988).
De 1993 a 1995, foi research fellow na Universidade de Francoforte (Alemanha), sob a direção de Jürgen Habermas. De 2002 a 2003, foi bolsista de pesquisa de pós-doutorado pela Fundação Alexander von Humboldt na Universidade de Tubinga (Alemanha). Lecionou como professor visitante no Centro de Estudios Políticos y Constitucionales (Madrid). Em 2007 e 2008 foi o pesquisador principal do projeto "Políticas migratorias, justicia y ciudadanía", do Plano Nacional de I+D+i. De 2010 a 2012 é o pesquisador principal do projeto "Integración, participación y justicia social. Ejes normativos de las políticas migratorias" do Plano Nacional de I+D+i. Posteriormente, tem sido também investigador principal em três outros projectos do Plano Estatal I+D: "Derechos humanos y justicia global en el contexto de las migraciones internacionales" (2014-2018), "Fronteras, democracia y justicia global. Argumentos filosóficos en torno a la emergencia de un espacio cosmopolita" (2019-2022) e "Desigualdades, privilegios y justicia global (PRIVILEGIA)" (2023-2027).

## Linhas de pesquisa
Após completar o seu trabalho de doutoramento, a sua investigação centrou-se na filosofia política e especialmente no que entende como a inadequação de uma teoria social inspirada no nacionalismo metodológico e no paradigma da homogeneidade. Isto levou-o a lidar, primeiro, com os problemas derivados da articulação de uma sociedade multicultural (direitos das minorias, discriminação positiva, integração social, etc.) e, posteriormente, com a reflexão sobre os princípios articuladores da política migratória típica das sociedades demoliberais. Esta última linha de trabalho foi combinada com uma investigação sobre os fundamentos da justiça política num mundo interdependente, o que levou ao desenvolvimento dos princípios da justiça global. Um dos principais desafios teóricos e práticos que enfrenta é como conciliar as políticas nacionais de migração com as exigências da justiça global e dos direitos humanos. O seu livro El azar de las fronteras (México, 2016) é precisamente a sua resposta mais articulada a este desafio.
Entre seus temas de pesquisa se encontram os seguintes:
1. Políticas migratórias, fronteiras, multiculturalismo e direitos das minorias
2. Teoria discursiva do direito (Habermas), filosofia dos direitos humanos, teoria da justiça, justiça global
3. Republicanismo e teorias da democracia (democracia deliberativa), cidadania e desobediência civil
4. O pensamento de Heinrich Heine

## Obra
Livros próprios
- (2025). Anatomía de la frontera. Madrid: Tecnos.

- (2016): El azar de las fronteras. Políticas migratorias, ciudadanía y justicia, Fondo de Cultura Económica, México.[4]
- (2013): Habermas. El uso público de la razón, Alianza Editorial, Madrid.
- (2003): Para leer a Habermas, Alianza Editorial, Madrid.
- (2000): La teoría discursiva del derecho. Sistema jurídico y democracia en Habermas, Centro de Estudios Políticos y Constitucionales, Madrid.
- (1999): Multiculturalismo: aspectos político, económico y ético, con Francisco J. Bermejo, Sal Terrae, ISBN 84-293-1313-3
- (1997): Entre derecho y moral: una reconstrucción del tratamiento habermasiano de la racionalidad práctica, Universidad Autónoma de Madrid, ISBN 84-7477-667-8

Edições
- (2022): Jürgen Habermas: Refugiados, migrantes e integración, Madrid, Tecnos. ISBN 978-84-309-8420-6
- (2019): J. C. Velasco y MariaCaterina La Barbera: Challenging the Borders of Justice in the Age of Migrations, Cham, Springer. ISBN 978-3-030-05590-5
- (2013): L. Foisneau, C. Hiebaum y J.C. Velasco (eds.): Global Challenges to Liberal Democracy. Political Participation, Minorities and Migrations, Dordrecht, Springer. ISBN 978-94-007-5997-8
- (2010): Heinrich Heine: La escuela romántica, Madrid, Alianza Editorial. ISBN 978-84-206-7687-6
- (2008):  Heinrich Heine: Sobre la historia de la religión y la filosofía en Alemania[ligação inativa], Madrid, Alianza Editorial. ISBN 978-84-206-6226-8
- (2003):  Otfried Höffe: Justicia política, Paidós, Barcelona, ISBN 84-493-1309-0

Capítulos de livros e artigos de revistas
- Autor de numerosos artigos, muitos dos quais se encontram armazenados em repositórios como digital.csic.es e Dialnet, com acesso ao texto completo.